# Židovský hřbitov v Neznašově
Židovský hřbitov je situován necelý kilometr jihovýchodně od vsi Neznašov v okrese České Budějovice. Je chráněn jako kulturní památka České republiky.

## Popis a historie
Židovský hřbitov byl založen v první polovině 18. století, přičemž nejstarší dochovaný náhrobek pochází z roku 1749. Areál byl rozšířen v roce 1858 a pohřby zde probíhaly do 30. let 20. století.
Hřbitov ohraničený vysokou zdí je zamčen, klíč si lze vypůjčit ve vsi po předchozí dohodě. Nachází se zde přibližně 250 náhrobků a zrekonstruovaná márnice z roku 1858 s dochovaným kamenným obřadním stolem k omývání zemřelých.

## Fotogalerie

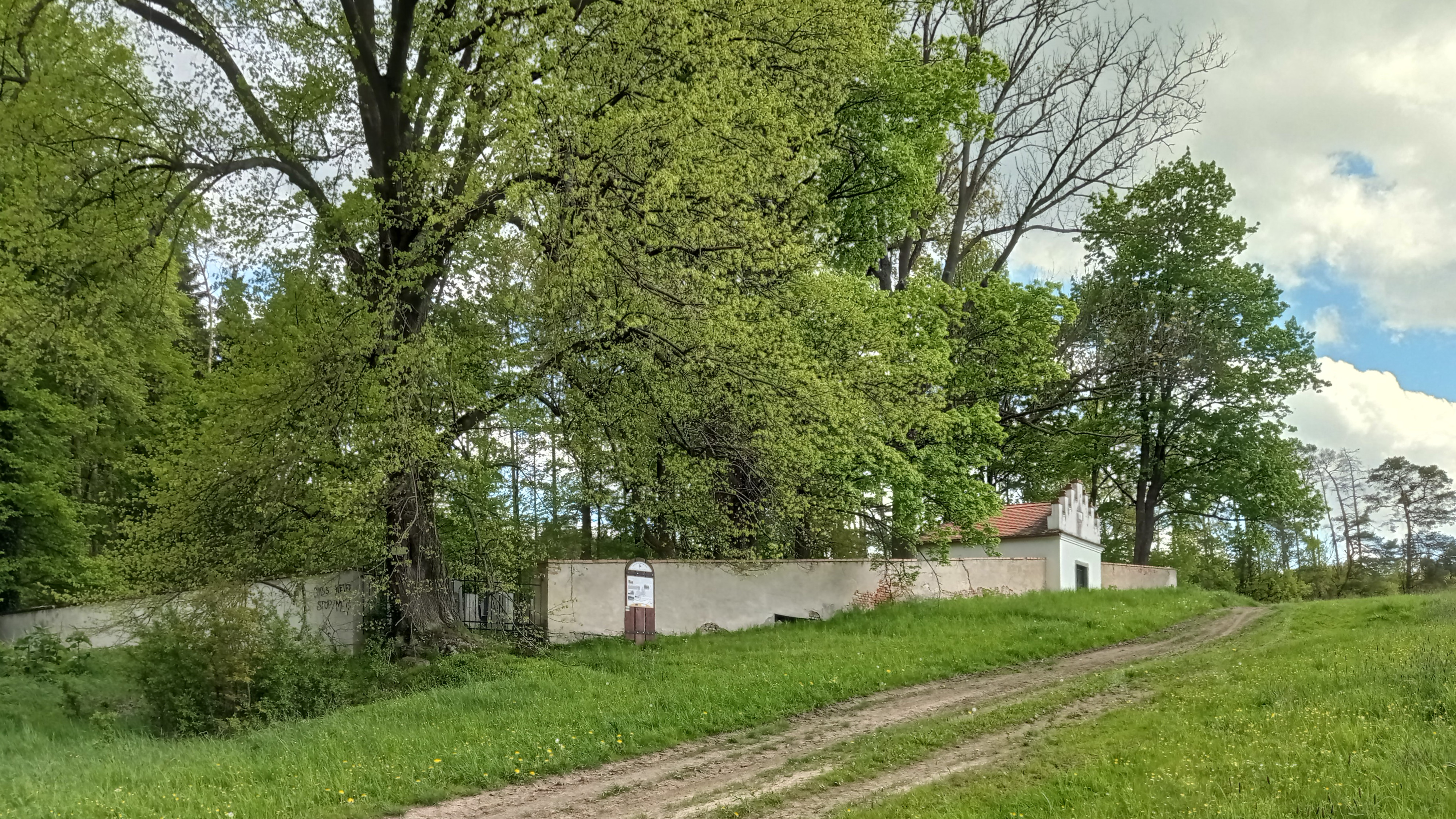
Celkový pohled
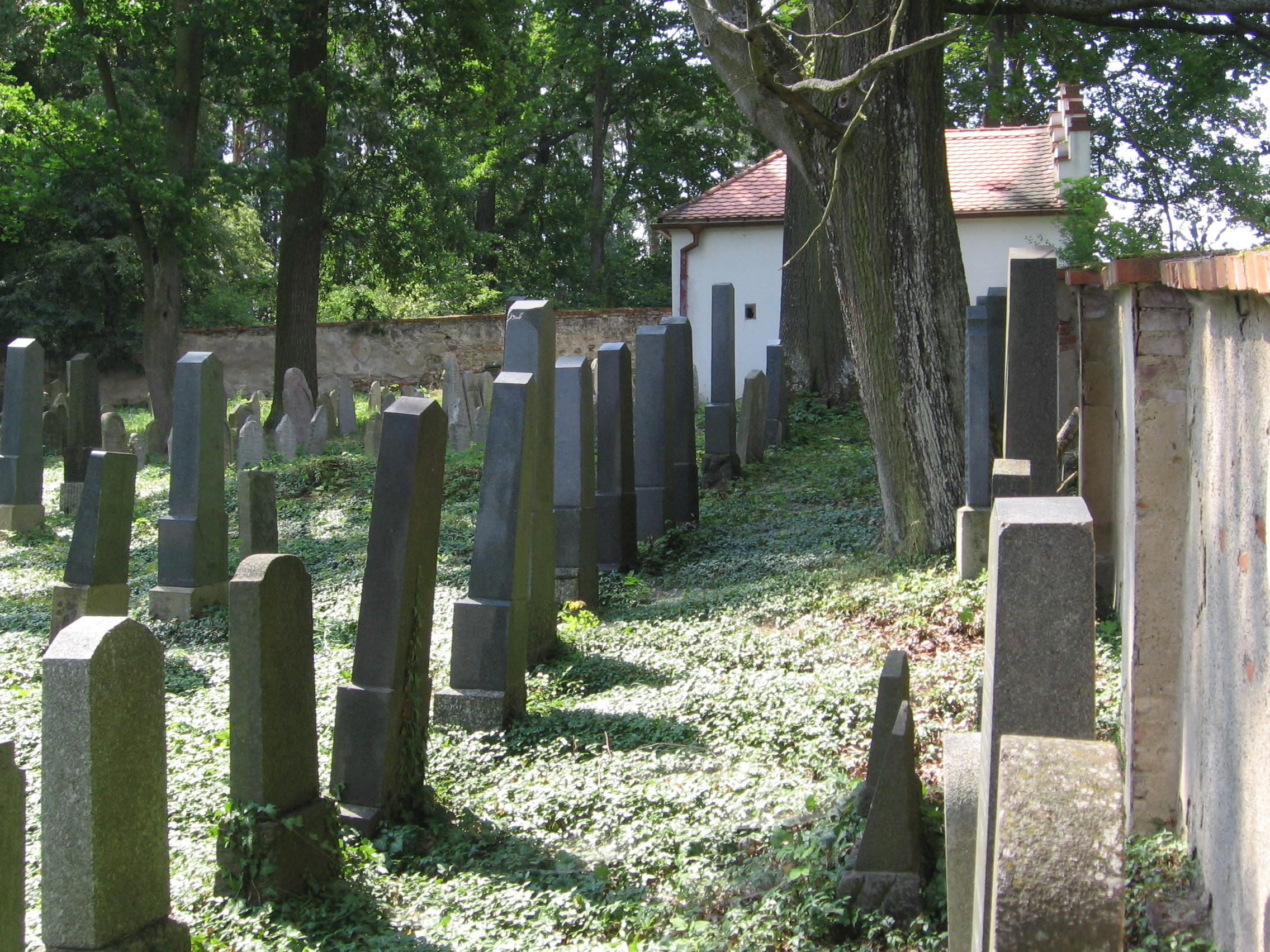
Řady náhrobků za márnicí
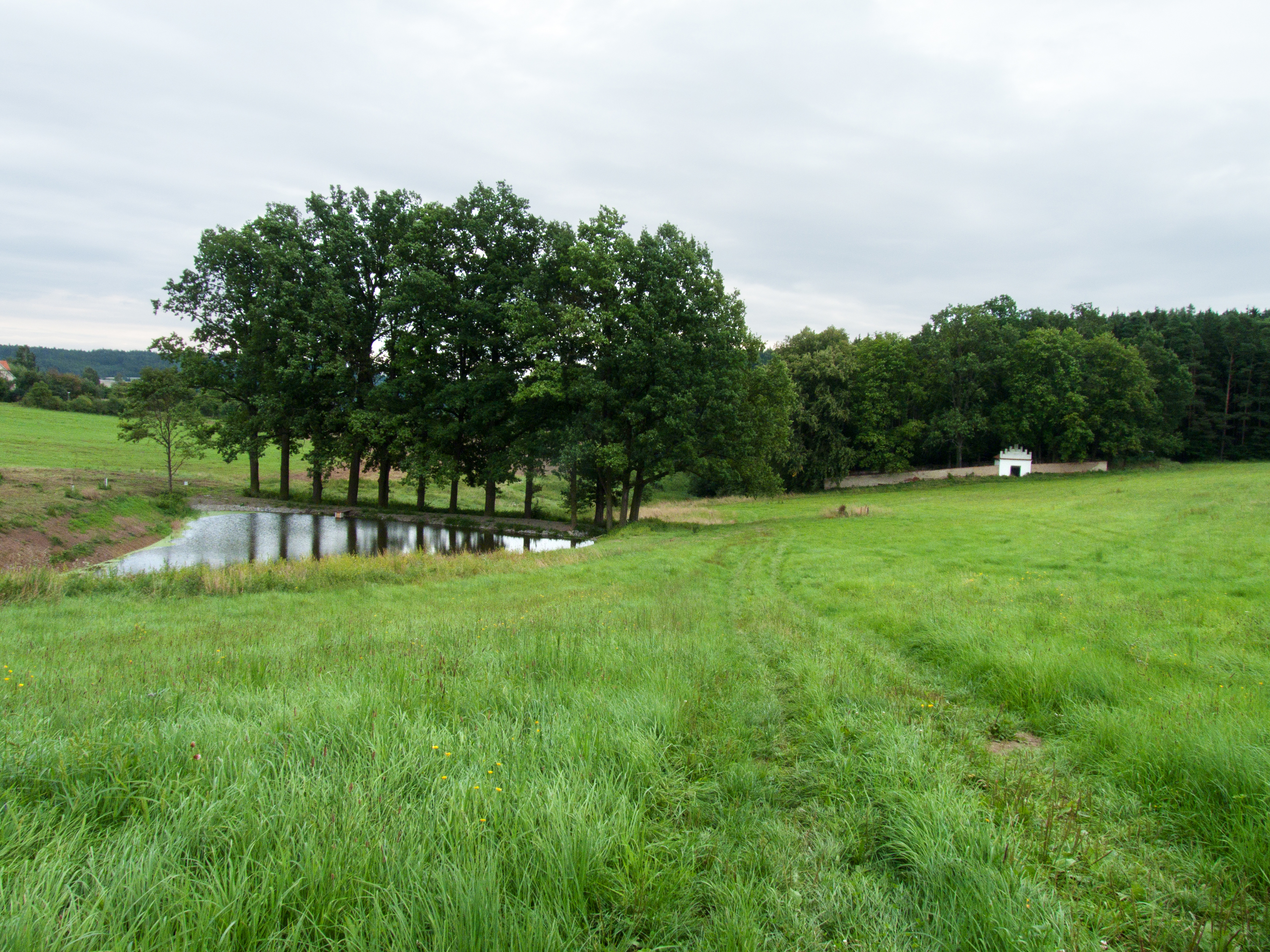
Na dohled od rybníka Židovák
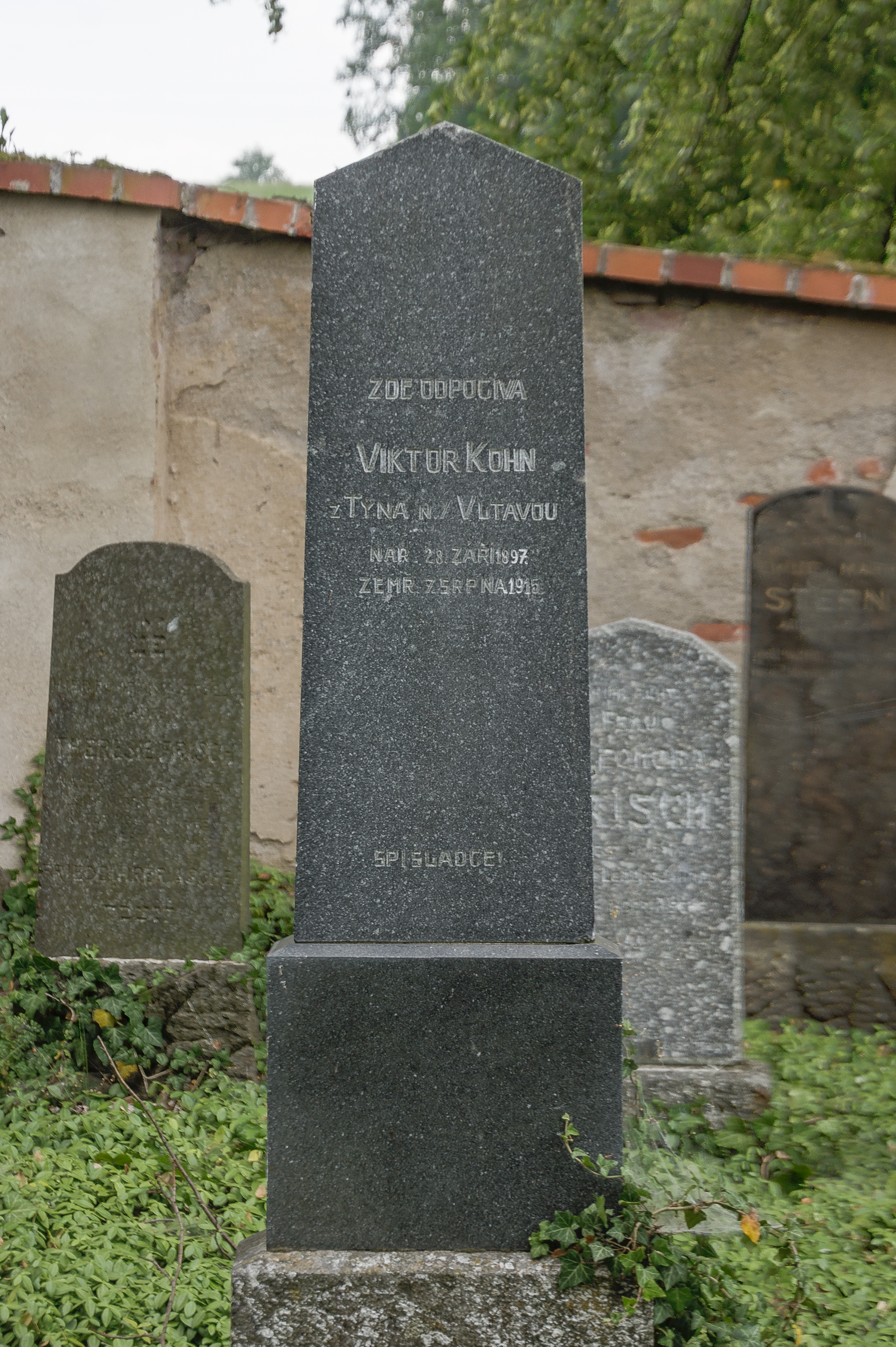
Moderní žulové náhrobky
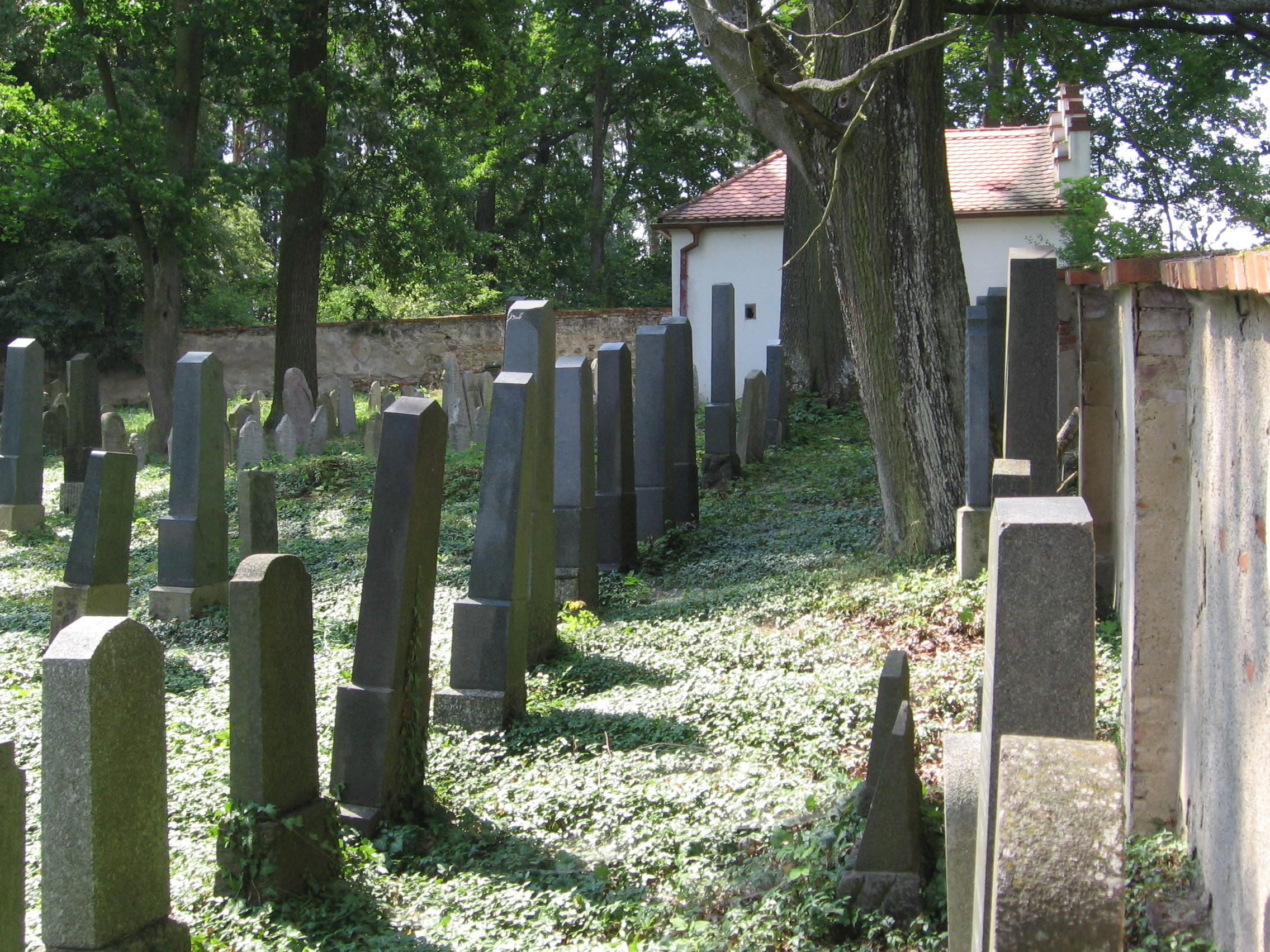
Starší pískovcové náhrobky